# Frédéric Gioria
Frédéric Gioria, né le 2 septembre 1969 à Nice, était un footballeur français.

## Biographie
Milieu de terrain, Frédéric Gioria ne connaît qu'un seul maillot pendant toute sa carrière : celui de l'Olympique Gymnaste Club Nice Côte d'Azur. 
Enfant du quartier Pasteur, Fred Gioria commence le football à l'USONAC avant de taper dans l'œil de l'OGC Nice à 10 ans. Lauréat méditerranéen du concours du jeune footballeur en 1983, il intègre logiquement le centre de formation.
Symbole de combativité et de générosité, le jeune international est lancé dans le grand bain le 8 octobre 1988 à Toulouse par Nenad Bjekovic, figure marquante du club. Lorsque la réserve du Gym remporte en 1989 l'un des derniers championnats de Division 3, elle le doit en partie au prometteur Gioria, auteur du but victorieux. 
Exemple de fidélité, il décline les sollicitations en 1994 et participe à la remontée en D1 du son club de cœur. Les Rouge et Noir sont relégués trois saisons plus tard mais en capitaine, il est le premier à soulever la Coupe de France.
Les crampons raccrochés, Frédéric Gioria intègre le staff une première fois. Il quitte complètement le club sous présidence italienne avant de le retrouver via le centre de formation. Successivement préparateur physique puis entraîneur de la réserve en compagnie de René Marsiglia, il fait partie de l'équipage qui sauve l'OGC Nice de la relégation à l'issue de la saison 2009/2010. 
Nommé entraîneur général de l'OGC Nice en juin 2012, Claude Puel fait de Frédéric Gioria son adjoint. Poste qu'il occupera également avec Lucien Favre , Patrick Vieira, Adrian Ursea, Christophe Galtier et Didier Digard.

## Carrière
- 1989-1999 : OGC Nice (92 matchs en Division 1, 124 matchs en Division 2)[1]

## Palmarès
- Vainqueur de la Coupe de France en 1997 avec l'OGC Nice
- Champion de France de D2 en 1994 avec l'OGC Nice